# Quattro pezzi sacri
Quattro pezzi sacri (italsky Čtyři duchovní kusy) je název čtyř skladeb pro sbor od Giuseppa Verdiho vydané současně v roce 1898. Ačkoli byly zkomponovány odděleně a vykazují organické rozdíly, jsou často prováděny jako jeden cyklus skladeb. Premiéra díla se konala v pařížské opeře 7. dubna 1898 (vč. Ave Maria)

## Struktura díla
Části, které tvoří cyklus:
- Ave Maria, pro sbor a cappella, latinsky, zkomponována v roce 1889 a revidována v následujícím desetiletí (8 taktů bylo vydáno v roce 1895 v „Gazzetta musicale di Milano“).
- Stabat Mater, pro sbor a orchestr, latinsky, na verše středověkého hymnu Stabat Mater Jacopone da Todiho, zkomponováno v letech 1896 až 1897.
- Laudi alla Vergine Maria, pro soprány a kontraalty a cappella, italsky, na verše z XXXIII. zpěvu Dantova Ráje, zkomponováno kolem roku 1890.
- Te Deum, pro dvojsbor a orchestr, latinsky, zkomponováno v letech 1895 až 1896.